# Rolls-Royce 20hp
Rolls-Royce 20hp är en personbil, tillverkad av den brittiska biltillverkaren Rolls-Royce mellan 1922 och 1929.
Den svaga efterkrigsekonomin tvinga Rolls-Royce att överge sin enmodellspolitik och 1922 introducerades den mindre och billigare 20hp, eller Twenty (namnet hänvisar till den brittiska skatteklassen, inte motoreffekten). Den nya bilen var på många sätt mer avancerad än den äldre Silver Ghost, med toppventilsmotor med avtagbart cylinderhuvud, hjulupphängning med längsgående bladfjädrar och centralt placerad växelspak. Äldre Rolls-bilar hade växelspaken placerad längst till höger, ute vid förardörren. Detta var ett arv från tiden med sekventiell växellåda. Dock flyttades växelspaken till höger sida även på Twenty redan 1925, efter krav från konservativa brittiska kunder och där blev den kvar på alla högerstyrda Rolls-bilar till 1955, då automatlåda infördes som standard.
Den sexcylindriga motorn hade cylinderdiametern 76,2 mm och slaglängden 114,3 mm, vilket ger en cylindervolym på 3127 cm³. Effekten var 53 hk och bilen kändes undermotoriserad, speciellt om den var försedd med en tung limousine-kaross.
Växellådan var först treväxlad, med från 1925 infördes fyrväxlad låda. Tidiga bilar hade mekaniska bromsar endast på bakhjulen, men 1925 kom fyrhjulsbromsar med servo.